# Hisashi Hieda
Hisashi Hieda (Tóquio, 31 de dezembro de 1937) é um empresário japonês que foi chefe-executivo da Fuji Media Holdings, que tem entre as suas principais empresas, a rede de televisão Fuji TV.  Ele também é presidente da Associação de Artes do Japão.

## Biografia
Hieda se juntou à Fuji TV em 1961 e tornou-se presidente e CEO em 1988. Ele ocupou o cargo de presidente e CEO da Fujisankei Communications International desde 1992. Durante seu mandato, a Fuji Television passou da quarta a primeira colocação na audiência convertendo-se na rede de TV mais lucrativa do Japão. Heida também esteve envolvido nas atividades bem-sucedidas de cinema da empresa.